# Echinometra lucunter
Echinometra lucunter is een zee-egel uit de familie Echinometridae.
De wetenschappelijke naam werd in 1758 gepubliceerd door Carl Linnaeus in de tiende editie van Systema naturae.

## Leefgebied en habitat
De soort wordt aangetroffen in het gehele Caribische gebied en komt ook voor bij Florida, Bermuda en langs de Zuid-Amerikaanse kust tot in Brazilië. Daar komt hij voor in ondiepe rotsachtige gebieden en koraalriffen, meestal op een diepte van 2 meter, maar soms ook in diepere wateren tot 45 meter diepte. Verder komt de soort soms voor in zeegrasvelden en vaak onder rotsplaten of afgebroken koraal, vooral op plaatsen met een sterke golfbeweging. Soms komt de soort voor in grote aantallen en kan aanzienlijke schade veroorzaken aan koraalriffen.

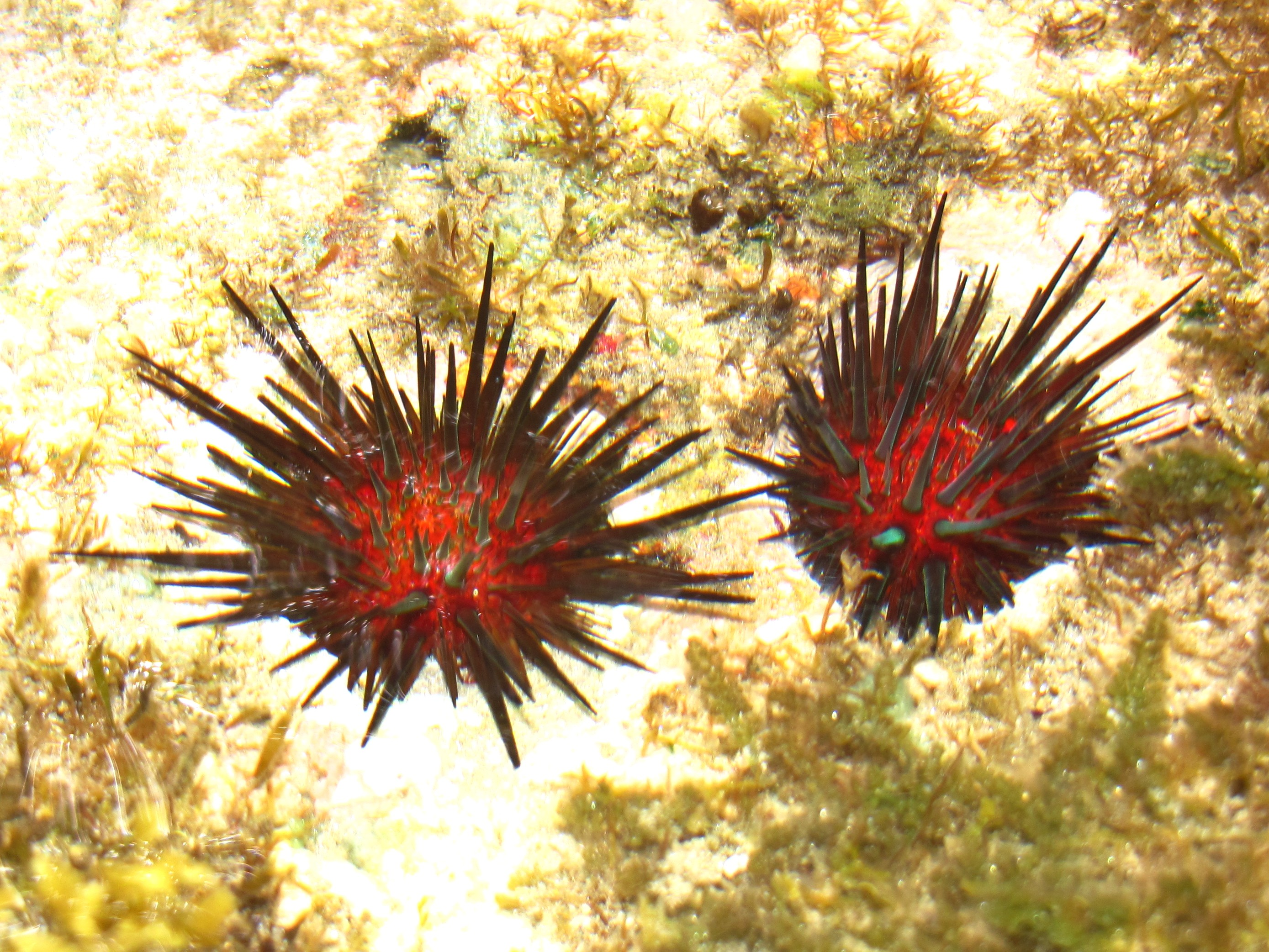
Echinometra lucunter in Venezuela
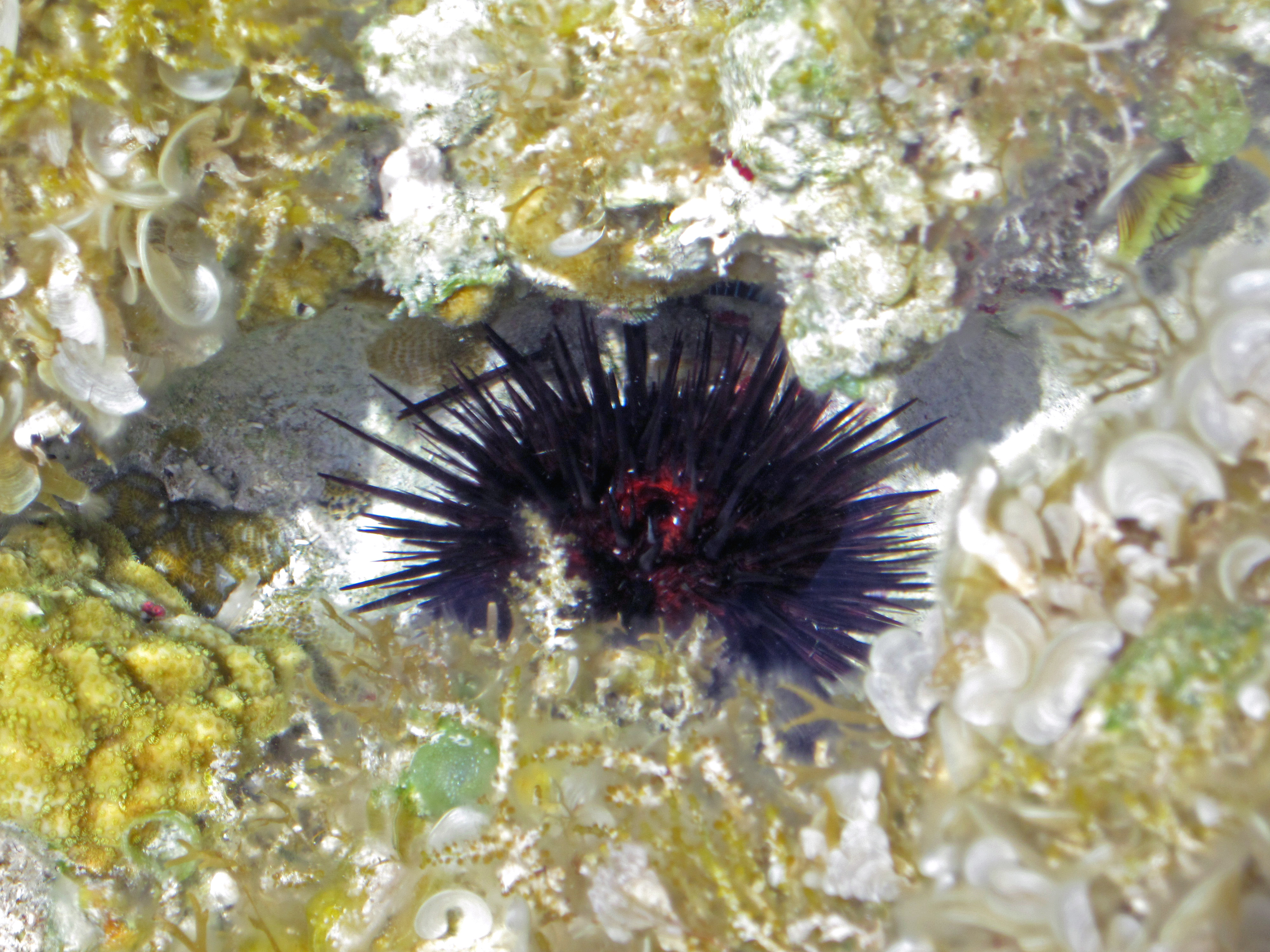
Echinometra lucunter bij de Bahama's